# Cephalobaris eskelundi
Cephalobaris eskelundi är en stekelart som beskrevs av Kryger 1915. Cephalobaris eskelundi ingår i släktet Cephalobaris och familjen brokparasitsteklar. Inga underarter finns listade.